# Невідома Південна земля
Невідома Південна земля (лат. Terra Australis Incognita) — земля навколо Південного полюса, зображувана на більшості карт з глибокої давнини до другої половини XVIII століття. Обриси материка зображувалися довільними, нерідко зображували гори, ліси й ріки. Варіанти назви: Невідома Південна земля, Таємнича Південна земля, іноді просто — Південна земля. У теорії Південна Земля відповідає Антарктиді, хоча ніяких даних про неї у той час не існувало.

## Історія

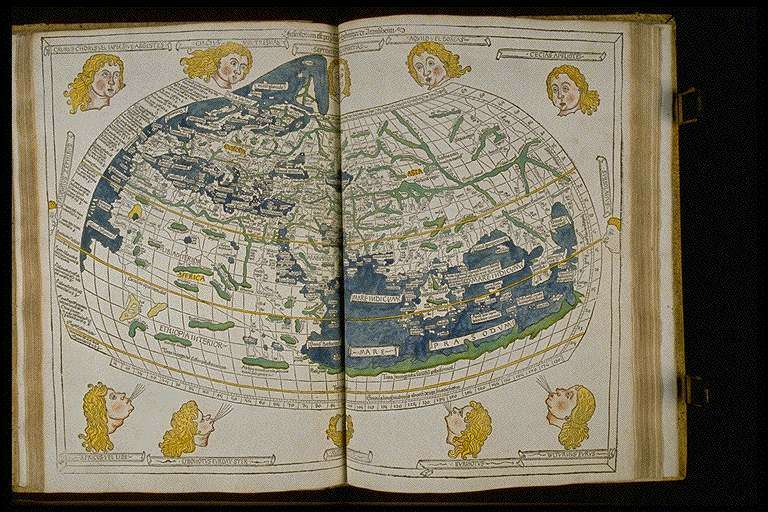
Карта Птоломея (II століття)

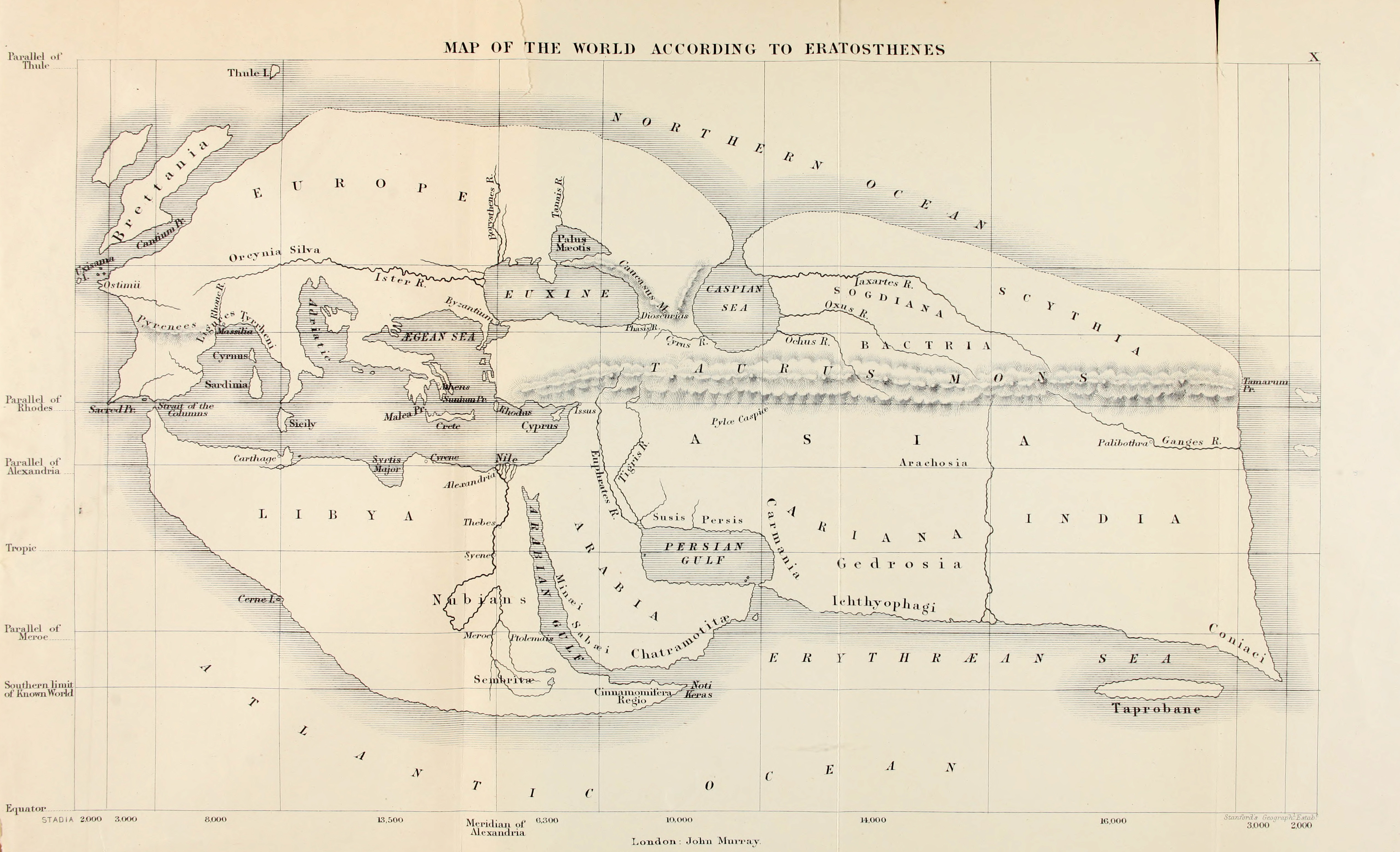
Карта Ератосфена

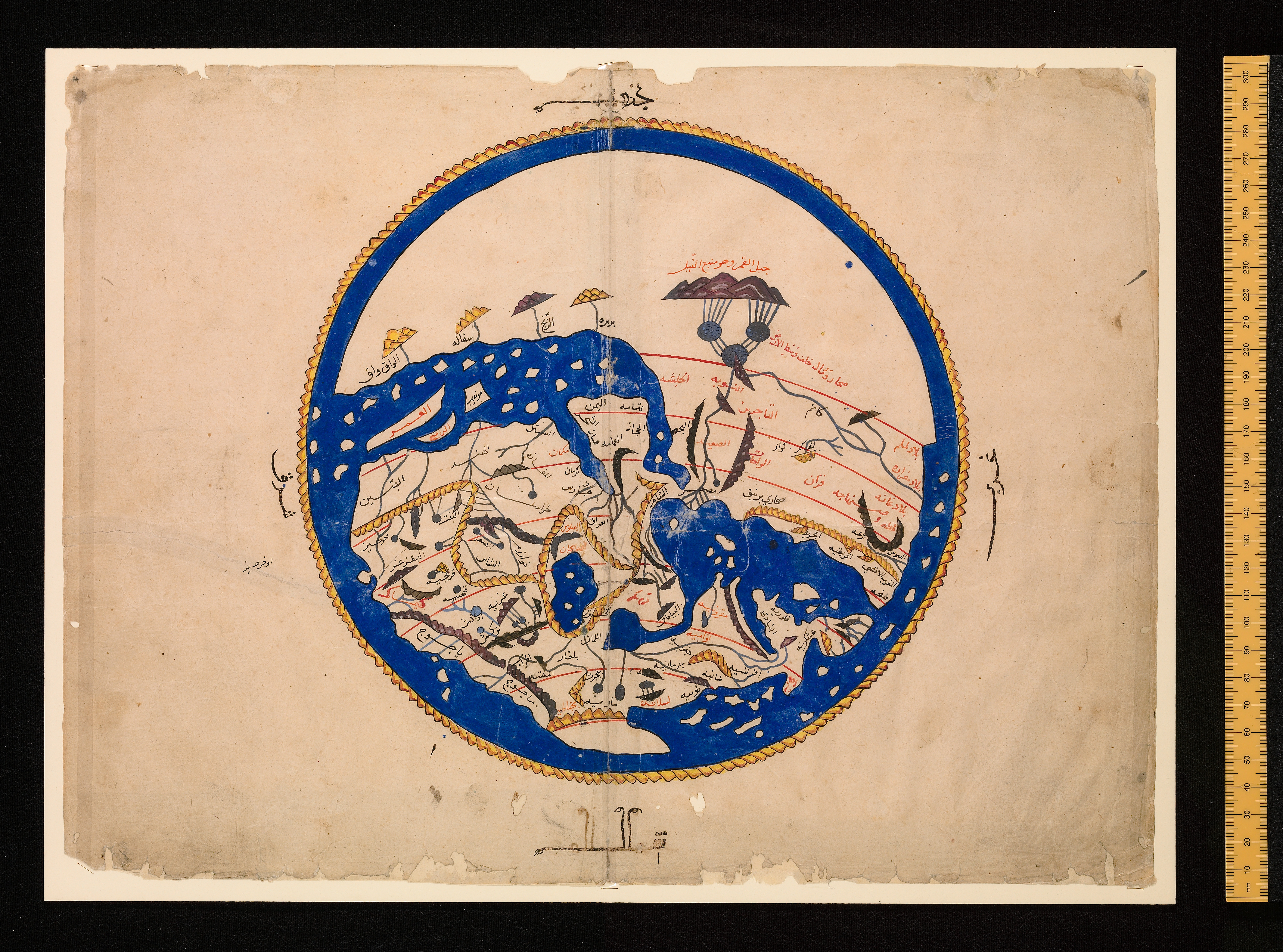
Карта Аль-Ідрісі (XII століття) південь в горі

Невідома Південна земля була зображена ще на знаменитій карті Ератосфена як маленький край Африки.
На не менш знаменитій карті Птолемея вона займає південь повністю, роблячи Індійський океан закритим озером.
Тисячоліття по тому в «Книзі Рожера» Аль-Ідрісі зобразив Південну Землю як величезний східний край Африки в Індійському океані, залишивши тим не менш водну поверхню для «краю землі».
Спочатку північним краєм Південної землі вважався Цейлон. У міру географічних відкриттів Невідома Південна земля ставала дедалі меншою, посуваючись до Півдня.
Її північними мисами (або частинами її території) зображувалися Вогняна Земля (в такому випадку Магелланова протока вважалася кордоном між Південною Америкою і Terra Australis), острів Естадос, острів Буве, Австралія та Нова Зеландія.
У 1770 році маловідомий англійський мореплавець А. Далрімпль написав працю, де навів докази, що населення Південного континенту перевищує 50 мільйонів чоловік. Це була одна з останніх теорій про Південну землю.
У 1772 році Джеймс Кук перетнув Південне полярне коло, майже впритул підійшовши до Антарктиди. Однак складні умови змусили його повернути назад. Після повернення він заявив, що якщо Південний континент і існує, то лише поблизу полюса, тому не представляє ніякої цінності.
Після цього Південний континент взагалі перестали зображувати. Навіть після відкриття Антарктичного півострова, який дійсно є північною частиною Південної землі, його зображали у вигляді острова (Земля Палмера, Земля Греяма).
Навіть через 50 років після відкриття Антарктиди Жуль Верн написав роман «Двадцять тисяч льє під водою», де герої досягають Південного полюса на підводному човні.

## Населення
У Середньовіччя основним завданням для досягнення Південної землі було поширення християнства серед місцевих жителів.
У Ранньому Середньовіччі вважалося, що на території (або на частині території) Південної землі жили «плішиві люди», «люди з собачими головами», велетні, дракони та інші чудовиська. Інші стверджували, що людей і чудовиськ там взагалі немає, але є ліси і родючі землі. Локак, країна Папуг, Аніан, чудовий острів — ось деякі з назв Невідомої Південної землі.
Пізніше про жителів явно нічого не повідомлялося (Далрімпль — виняток), а до відкриття прагнули тільки для розширення земель тієї чи іншої держави.

## Факти

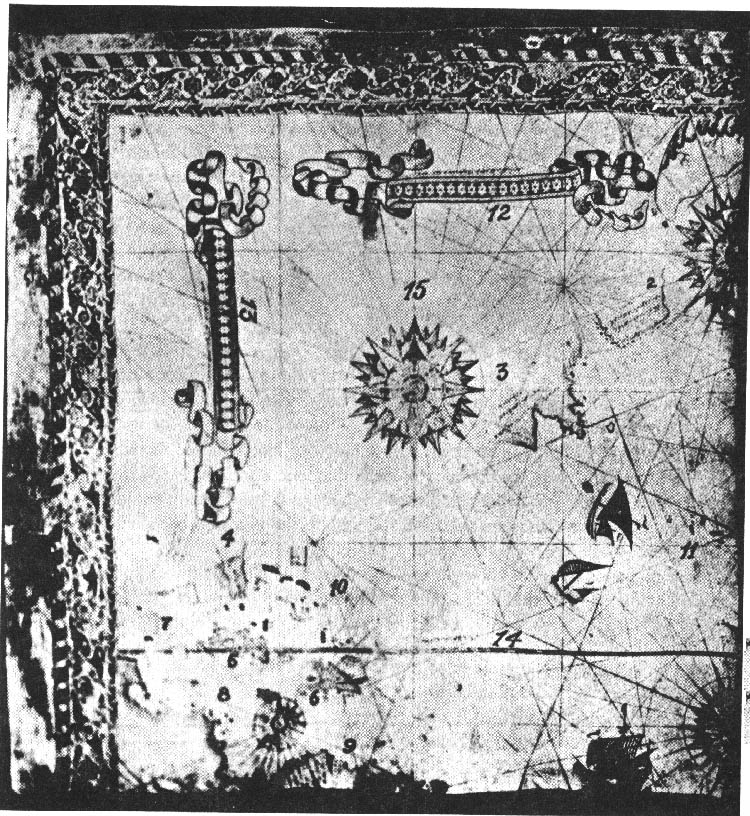
Фрагмент Карта Пірі Рейса

- На початку XX століття (за іншими даними, в XIX столітті) була знайдена карта з архіву турецького адмірала XVI століття Пірі Реїса, на якій нібито вельми точно зображена Антарктида без льодовикового щита. Записи Пірі Реїс свідчать про те, що карта складена нібито на основі матеріалів епохи Олександра Македонського.
- У XX столітті на узбережжі антарктичних островів кілька разів знаходили залишки галеонів XVI–XVII століть. Зараз уже не можна точно встановити, допливли вони туди самі, чи їхні останки винесло океанськими течіями. Чилі навіть на цій підставі претендує на Антарктиду, позаяк іспанський галеон XVIII століття, що вийшов з чилійського порту, був в Антарктиді. Уламок корабля, знайдений в Антарктиці, зберігається в одному з музеїв Вальпараїсо[2][3]. Крім уламків кораблів, знаходили також ножі, одяг і предмети кухонного начиння, датовані XVII століттям[4].